# Kapliczki szydłowieckie
Kapliczki szydłowieckie – zabytkowe kapliczki, krzyże i figurki zlokalizowane na terenie miasta Szydłowca.
Na terenie Szydłowca figury o charakterze sakralnym, obrazy i rzeźby w przydrożnych kapliczkach związane są zwykle z kultem Jezusa i Maryi. Tylko dwie rzeźby przedstawiają św. Jana Nepomucena, jedna św. Barbarę, św. Zygmunta, św. Michała Archanioła oraz Jana Pawła II. Wizerunek papieża Polaka znajduje się również na medalionie w jednej z kapliczek szafkowych. W kapliczce słupkowej, na rogu ulic Kościuszki i Metalowej w jednej z wnęk umieszczono figurkę św. Józefa.
Znajdujące się na terenie Szydłowca i okolic figurki i kapliczki wykonane są przede wszystkim z łatwo dostępnego, bo wydobywanego z miejscowych kamieniołomów, łatwego w obróbce szydłowieckiego piaskowca lub z piaskowca pińczowskiego. Ich twórcami byli najczęściej ludowi artyści, miejscowi kamieniarze. W Szydłowcu wysokiej klasy rzeźbami są dwie figury św. Jana Nepomucena, z których jedna znajduje się obecnie na terenie cmentarza parafialnego, druga przed kościołem farnym. Spod dłuta profesjonalistów wyszły również dwie figury Matki Bożej ustawione przy ul. Kościuszki, jedna fundacji K. Anteckiego, druga I. Kozińskiego.

## Miejsca pamięci
Krzyże i kapliczki często upamiętniają wydarzenia wojenne. Fala wojen, powstań powodowała lęk przed zagładą, ale rodził również nadzieję na odzyskanie niepodległości. Zachowane do dziś na terenie Szydłowca kapliczki (najczęściej słupowe) i krzyże kryją zwłoki poległych, wyrażają uczucia patriotyczne, dziękczynienie, prośbę o błogosławieństwo, pomoc i ratunek.
- Góra Trzech Krzyży na Podgórzu – hałda utworzona z odpadów płyt piaskowca z okolicznych kamieniołomów, na szczycie której znajdują się trzy drewniane krzyże oraz kamienna figura Matki Boskiej Bolesnej upamiętniające górę Golgotę. Dziś góra stanowi punkt widokowy z którego można podziwiać panoramę miasta. Ustawienie krzyży na górze miało najprawdopodobniej związek z licznymi zarazami, które pustoszyły Szydłowiec w latach 1626–1630, 1642, 1643–1653, 1660–1663 i w okresie wojny północnej na oczątku XVIII wieku[1].

- Kapliczka Matki Boskiej Częstochowskiej na Polankach – kapliczka słupkowa, otynkowana na biało, zbudowana z piaskowca szydłowieckiego na początku XIX wieku, stojąca przy dawnym trakcie przy ul. Polanki. Kapliczka zwieńczona jest metalowym krzyżem, w jej partii szczytowej umieszczono pod szkłem obraz Matki Boskiej Częstochowskiej. Napis "Rok 1813" kryje warstwa tynku. Najprawdopodobniej zostali tu pochowani Polacy, walczący w armii Napoleona, którzy w czasie odwrotu spod Moskwy zmarli z wycieńczenia i odniesionych ran.

- Kapliczka powstańców listopadowych na Starej Wsi – kapliczka słupkowa, wykonana z piaskowca w 1862 roku, zwieńczona kamiennym krzyżem, stojąca przy ul. Narutowicza. Na cokole znajduje się płaskorzeźba anioła trzymającego otwartą księgę z wypisanymi słowami: Panie mój. Poniżej wykuto napis: Fundatorowie, Stanisław Krakowiak, Maryjanna Badowska spólnie, postawili to Figóre na wieczną, pamiątkę. 1862 rok. Ustawiona podczas jednej z rocznic powstania listopadowego dla uczczenia pamięci uczestników powstania i w nadziei na nowy zryw niepodległościowy[2].

- Kapliczka powstańców styczniowych na Podzamczu – kapliczka słupkowa, wykonana z piaskowca w 1863 roku, zwieńczona kamiennym krzyżem, stojąca na skrzyżowaniu ulic Narutowicza i Sowińskiego. Na cokole znajduje się płaskorzeźba przedstawiająca Dzieciątko Jezus, o twarzy dorosłego mężczyzny, który stojąc na kolanach Matki Bożej wkłada na Jej głowę koronę. Pod spodem znajduje się napis: Ku chwale Boga w Trójcy Świętej Jedynego i Maryi Panny Królowej Polskiej. Po drugiej stronie napisano: Maryjo wyproś zbawienie ludowi twemu. Obywatele Starejwsi 23 styczeń 1863. Ustawiona została na pamiątkę bitwy pod Szydłowcem na pograniczu Starej Wsi i Podzamcza[3].

- Kapliczka powstańców styczniowych na Wymysłowie – kapliczka słupkowa, wykonana z piaskowca w 1863 roku, zwieńczona kamiennym krzyżem, znajdująca się na Wymysłowie. Prawdopodobnie w obawie przed represjami fundatorzy kolejnej kapliczki poświęconej powstańcom styczniowym, posłużyli się kamuflażem. Pod znajdującą się na cokole słupowej kapliczki płaskorzeźbą anioła z otwartą księgą napisano: Panie nie opuszczaj ludu twojego. Napis z drugiej strony: W Dzień Świętego Władysława 27 czerwca 1863 r. Obywatele kraju Karol i Konstancja Dworakowie. Z ustnych przekazów wynika, że Dworakowie wystawili kapliczkę w podzięce za ocalenie życia w czasie powstania[3].

- Miejsce pamięci w podwórzu przy ulicy Tadeusza Kościuszki – w tym miejscu jesienią 1944 roku rozstrzelano siedmiu członków Armii Krajowej, pochodzących ze Stąporkowa. Byli wśród nich: Ryszard Piotrowski, Henryk Jakubowski, Ludwik Rutkowski. W miejscu tym wystawiono kamienny krzyż.

- Miejsce pamięci w lesie na Korzonku – tablica upamiętniająca żołnierzy walczących w bitwie pod Huciskiem, w efekcie której 14 żołnierzy Armii Krajowej zostało rozstrzelanych w lesie przyległym do Szydłowca. Na tablicy upamiętniającej to miejsce czytamy: Miejsce uświęcone krwią 14-tu Polaków zamordowanych przez oprawców hitlerowskich w sierpniu 1944 r. Społeczeństwo Szydłowca. Poniżej wymienione są osoby, które są pochowane na tym miejscu. Pochodziły one ze Śmiłowa i Krzczonowa.
- Kapliczka dziękczynna na rogu ulic Kolejowej i Leśnej – otynkowana kapliczka słupkowa wykonana z piaskowca zwieńczona krzyżem. W głównej części widnieje napis: PRZYJMIJ BOŻE OD NAS TĘ OFIARĘ KTÓRĄ CI WZNOSIMY RO. 1876.
- Kapliczka Matki Boskiej Częstochowskiej na miejscu dawnego kościoła św. Ducha i św. Anny – kamienna kapliczka słupowa zwieńczona krzyżem, z obrazem Matki Bożej Częstochowskiej we wnęce. Została ufundowana przez Adama i Bronisławę z Wojciechowskich Orzechowskich w 1881 r. Poniżej znajduje się napis: BOŻE PRZYJMI TĘ OFIARĘ A RACZ NAS ZACHOWAĆ OD WSZELKIEGO NIEBESPIECZYNSTWA. Kapliczka stoi na miejscu dawnego kościoła szpitalnego, który spłonął w 1876 r.
- Kapliczka Matki Boskiej Częstochowskiej na Podzamczu – kapliczka słupkowa, znajdująca się przy ul. Sowińskiego, na miejscu zwalonego przez wichurę krzyża z okresu powstania styczniowego. Małżeństwo Grabów wystawiło kapliczkę zwieńczoną krzyżem z obrazem Matki Boskiej Częstochowskiej i napisem: Panie Boże Błogosław nam Fundatorzy Grabowie Dnia 4 VII 1953 r[3].
- Kapliczka na rogu ulic Kościuszki i Metalowej – na miejscu zniszczonego wskutek działań atmosferycznych krzyża, upamiętniającego powstanie 1893 r., znajduje się kapliczka słupowa zwieńczona krzyżem. Z trzech stron we wnękach figurki: Matki Boskiej, Chrystusa i św. Józefa. Poniżej napisy: Zbawicielu Chryste Panie Uciekamy się pod Twoją obronę Dn. 1 VI 1953 r. Fundatorzy Ziętkowski M. Czubakowski K. oraz Idąc drogą Jezusa Z Krzyżem zbawienia się trudzisz Wieczności zazna twa dusza. Gdy Boga znajdziesz wśród ludzi Figurkę odnowili E. A. Wiśniewscy 2004[3].
- Kapliczka Matki Bożej na rogu ulic Kościuszki i Woli Korzeniowej – wykonana z piaskowca kapliczka słupkowa zwieńczona krzyżem, ufundowana przez rodzinę Kuszewskich. We wnęce kapliczki, między dwiema kolumnami, umieszczono rzeźbę Matki Bożej. Nad figurą Maryi sześcioramiennych gwiazd i emblemat Maryjny. Na cokole napis: Pamiątka Nawiedzenia Obrazu Matki Bożej.
- Kapliczka Matki Bożej na Książku Starym – kapliczka słupkowa wykonana z lastrico, we wnęce figurka Matki Boskiej Niepokalanie Poczętej. Na dole napis: Z okazji nawiedzenia Najświętszej Maryi Panny Anno Domini 1982 r. Fundatorzy Mieszkańcy Książka Starego.
- Kapliczka Matki Bożej na Książku Nowym – kapliczka słupkowa wykonana z lastrico, we wnęce figurka Matki Boskiej Niepokalanie Poczętej. Na dole napis: Z okazji nawiedzenia Najświętszej Maryi Panny Anno Domini 1982 r. Fundatorzy Mieszkańcy Książka Starego.
- Kapliczka Matki Bożej na Książku Majdowskim – kapliczka słupkowa wykonana z lastrico zwieńczona krzyżem, we wnęce figurka Matki Boskiej Niepokalanie Poczętej. Na cokole napis: Nawiedzenie Matki Bożej Marzec 1981 Zatrzymaj się na chwilę Nad tym co w sercu kryjesz I pomyśl po co żyjesz Mieszkańcy Książka Majdowskiego. W najniższym fragmencie kolejna tablica z Godłem Polski i napisem: „Królowo Polski módl się za nami – Odnowiono w roku 2018 na pamiątkę setnej rocznicy odzyskania przez Polskę niepodległości”[4].
- Kapliczka Matki Boskiej Fatimskiej na Osiedlu nad Zalewem – wykonana z czerwonego piaskowca, zwieńczona krzyżem kapliczka z figurą Matki Boskiej Fatimskiej, otoczona różańcem. Kapliczkę wznieśli mieszkańcy Osiedla nad Zalewem jako wotum wdzięczności Panu Bogu za odzyskanie przez Polskę wolności. Poświęcona została 10 listopada 2018 roku. Na cokole znajduje się godło Polski i napis Pod Twoją Obronę Uciekamy Się BÓG HONOR OJCZYZNA W 100-tną rocznicę odzyskania niepodległości wdzięczni mieszkańcy Osiedla nad Zalewem 11.11.2018[5].

Ponadto na cmentarzu rzymskokatolickim znajdują się cmentarze żołnierzy z I i II wojny światowej oraz pomnik powstańców styczniowych. Na cmentarzu żydowskim znajduje się tablica upamiętniająca zamordowanych Polaków i Żydów w czasie okupacji hitlerowskiej.
Na terenie miasta znajduje się także kilka kapliczek szafkowych, zawieszonych na drzewach, słupach, krzyżach, wykonanych z drewna lub sztucznego tworzywa. Najczęściej przedstawiają Matkę Bożą w formie oleodruku. Takie kapliczki usytuowane są przy ul. Narutowicza, Kolejowej, obok dworca PKP. Przy drodze Szydłowiec - Majdów w lesie, znajduje się kapliczka szafkowa z ukrzyżowanym Chrystusem, wykonana przez mieszkańca Majdowa Stanisława Buczka.

## Krzyże
Na terenie Szydłowca i okolic występują wyłącznie krzyże łacińskie, wykonane najczęściej z drewna, rzadziej z żelaznych rur czy kamienia. Czasem znajduje się na nich metalowy odlew Chrystusa Ukrzyżowanego, rzadziej napis lub data. Na niektórych zawieszono kapliczki szafkowe. Niskimi, pozbawionymi napisów, drewnianymi lub żeliwnymi krzyżykami, umieszczonymi na skraju dróg oznaczono miejsca śmierci ludzi, którzy zginęli w wypadkach komunikacyjnych. Krzyże kamienne znajdują się na wielu grobowcach na cmentarzu komunalnym i na miejscach straceń z okresu II wojny światowej. Te, które upamiętniają czyjąś śmierć mają charakter suplikacyjny, skłaniający do modlitwy za zmarłych. Krzyże umieszczane u wylotów ulic, na rogatkach miasta czy na najwyższym wzniesieniu miały bronić dostępu złu, chronić przed epidemiami, zapewniać błogosławieństwo. Stawiano je również dla upamiętnienia ważnych wydarzeń, misji czy jako wyraz wdzięczności za doznane łaski.
Krzyże przydrożne w Szydłowcu znajdują się m.in. przy ulicy Kolejowej, na skrzyżowaniu ulic Kamiennej, Podgórze i Folwarcznej, Tadeusza Kościuszki i Woli Korzeniowej, na Górze Trzech Krzyży, przed kościołem parafialnym. Wznoszone je również na Książku Majdowskim i w innych częściach miasta.
W Szydłowcu i okolicy na miejscu starych, zniszczonych przez czynniki atmosferyczne krzyży, ustawiane są nowe krzyże lub kapliczki. Najstarsze daty, wypisane na krzyżach, to rok 1703 na krzyżu na Książku Majdowskim i 1719, 1984 na krzyżu znajdującym się w pobliżu kamieniołomu Pikel na Korzonku. Wystawiono je w okresie wielkiej wojny północnej.
Krzyż znajdujący się na Książku Starym ustawiono na miejscu dawnego pochodzącego zapewne z XVIII w. lub z okresu powstania 1863 r. Obok znajdowała się płyta z piaskowca, upamiętniająca zmarłych w czasie epidemii cholery.

## Figury świętych
- Figura Matki Boskiej Bolesnej przy ul. Różanej na Osiedlu Wschód – barokowa kapliczka znajdująca się w polu, w miejscu dawnych rogatek miejskich. Na fundamencie, pomiędzy czterema kamiennymi słupkami rozmieszczonymi na planie kwadratu, na kamiennym postumencie postawiona jest wyrzeźbiona w piaskowcu postać Matki Bożej, która bosymi stopami depcze węża. Twarz i szaty są pomalowane jaskrawymi farbami. Kapliczka nie posiada żadnych napisów. Figura została postawiona na mogiłach zmarłych w czasie epidemii w 1703 roku i z tego powodu budzi lęk i obawy mieszkańców. Według ustnych przekazów, przy tej kapliczce, która znajdowała się w pobliżu traktu prowadzącego do Radomia, grupa powstańców 23 stycznia 1863 roku została zaskoczona przez wojsko rosyjskie. Polegli powstańcy mieli zostać pochowani przy kapliczce. Na zamku znajdował się rosyjski lazaret wojskowy, z którego zmarli mieli być chowani w pobliżu tej figury. Mieszkańcy pobliskich domów, podczas wykonywanych robót ziemnych odnajdują rosyjskie orzełki, tabliczki od wojskowych podwód[3].
- Figura Matki Boskiej Niepokalanie Poczętej na Pradze – wykonana z piaskowca w 1947 roku znajduje się w pobliżu dworca autobusowego, naprzeciwko dworku należącego niegdyś do państwa Anteckich. Nad postacią Matki Bożej z modlitewnie złożonymi rękami wznosi się zwieńczony krzyżem daszek, wsparty na czterech kolumnach. Na cokole zamontowano granitową tablicę inforumującą, że fundatorem jest Kazimierz Antecki, wdzięczny Najświętszej Maryi Pannie za szczęśliwy powrót z wojny i z obozu koncentracyjnego.
- Figura Matki Boskiej Niepokalanie Poczętej przy ul. T. Kościuszki – wyrzeźbiona w piaskowcu figura Maryi stojącej na kuli ziemskiej i depcząca stopą głowę węża - symbol pokonania szatana. Dłonie Madonny splecione na piersiach w geście pokory i uniżenia, w jednej ręce trzyma lilię - symbol czystości i niewinności. Figura znajduje się przy głównej ulicy miasta - T. Kościuszki, przy posesji nr 121, naprzeciw osiedla Powstańców. Na cokole znajduje się napis: Przez święte i Niepokalane Poczęcie Twoje Ratuj przeczysta Dziewico dzieci swoje 1912 r. Poniżej znajduje się nazwisko fundatora: I. Koziński.

- Figura św. Barbary na Pradze – barokowa kapliczka znajdująca się na zbiegu ulic Polnej, Browarskiej i Słonecznej. Wyrzeźbiona w piaskowcu, ustawiona na cokole postać kobieca trzyma w ręce kielich. Twarz, włosy i fałdzista szata pomalowane są farbami o intensywnych barwach. Na postumencie znajduje się napis Pamięć R. P. 1708 ODNOWIONA R. P. 1994 MIESZKAŃCY POLNEJ I SŁONECZNEJ. Figura osłonięta jest daszkiem i metalowymi prętami, które pochodzą z ostatniej jej renowacji z 1994 roku. Za figurą znajduje się płyta z piaskowca kryjąca zwłoki pary małżeńskiej zmarłej w czasie epidemii w 1708 roku. Na płycie wykuto napis: TU LEZY UCŚCIWY STEFAN PASZKOWSKI Z ZONO KTÓRZY POMARLI W POWIETRZE DNIA 9 SIRP R. P. 1708 A.

- Figura św. Jana Nepomucena na cmentarzu parafialnym – usytuowana w pobliżu kamieniołomu "Podkowiński" przy ul. Kamiennej. Nepomuk wykonany został z piaskowca w stylu barokowym. Figura umieszczona jest na cokole, na którym wyrzeźbiony jest kwiat róży, restaurowana w roku 1900 i 2009. Prawdopodobnie pomnik został ufundowany przez Radziwiłłów i ulokowany był nad fosą.

- Figura św. Jana Nepomucena przed kościołem farnym – pomnik pochodzący z połowy XIX wieku, a restaurowany w 1900 roku. Do renowacji w 2007 roku stał pod żeliwnym neogotyckim daszkiem przy ogrodzeniu kościoła.
- Figura św. Michała Archanioła przed domem katechetycznym – ustawiona na kamiennym cokole przed domem zakonnym Zgromadzenia Sióstr Świętego Michała Archanioła, w podziękowaniu za 61 lat ofiarnej pracy michalitek z dziećmi i młodzieżą, za sprawowanie opieki nad szydłowiecką farą oraz za 75 lat zatwierdzenia zgromadzenia. Poświęcona w uroczystość św. Michała Archanioła 29 września 2003 roku. Wykonana ze szklanego włókna rzeźba, ukazuje św. Michała Archanioła, jako pogromcę szatana. W prawej ręce trzyma miecz, w lewej wagę.
- Figura św. Zygmunta Króla przed plebanią – wykonana z drewna w 2005 roku przez Antoniego Kamińskiego, rzeźba patrona miasta, kościoła i parafii.